# 温格豪森
温格豪森是德国巴伐利亚州的一个市镇。总面积7.02平方公里，总人口1010人，其中男性512人，女性498人（2011年12月31日），人口密度144人/平方公里。